# Jim McManus (acteur)
Pour les articles homonymes, voir McManus et Jim McManus.
Jim McManus, né le 19 mai 1940 et mort le 11 avril 2023, est un acteur britannique.
Ses apparitions à la télévision se font nombreuses, notamment une dans la série Doctor Who, en 1977 dans le rôle d'un ophtalmologue. Au cinéma, elles le sont beaucoup moins, on note tout de même le rôle d'Alberforth Dumbledore dans le film Harry Potter et l'Ordre du Phénix.

## Filmographie
- 1977 : Doctor Who, Saison 15, épisode 2 « The Invisible Enemy » : Un ophtamologiste
- 1978 : Sweeney 2
- 1979 : Players
- 1980 : Silver Dream Racer (en) de David Wickes
- 1988 : Just Ask for Diamond
- 1990 : Buddy's Song
- 2001 : Lawless Heart
- 2003 : Machine
- 2007 : Harry Potter et l'Ordre du Phénix
- 2008 : Un Mariage de rêve